# Fiammetta Wilson
Fiammetta Wilson (Lowestoft, Reino Unido; 19 de julio de 1864 - 21 de julio de 1920) fue una astrónoma británica, miembro de la Real Sociedad Astronómica desde 1916.

## Infancia y educación
Wilson nació el 19 de julio de 1864, sus padres fueron Helen (1839–1922) y Francis Samuel Worthington (1837–1912) en Lowestoft. Su padre era médico y cirujano interesado en las ciencias naturales. Después de retirarse, pasó un tiempo haciendo estudios microscópicos y alentó a Fiammetta a estudiar su entorno natural. Fue educada por institutrices y en escuelas en Alemania y Suiza. Estudió música en Italia, y fue maestra y directora de orquesta en la Guildhall School of Music, donde se destacó en la dirección de orquestas de cuerdas. En ocasiones componía música. Tras asistir a las conferencias del astrofísico Alfred Fowler en 1910, se interesó por la astronomía. Se enamoró tanto de la astronomía que abandonó gran parte de sus actividades musicales y su vida social.

## Trayectoria profesional
Wilson se unió a la Asociación Astronómica Británica en 1910 y con A. Grace Cook se convirtió en directora interina de su Sección de Meteoritos. Como miembro, observó y publicó datos sobre auroras, la luz zodiacal, los cometas y los meteoritos. Para avanzar en su investigación y asegurarse de que su información fuera precisa, construyó una plataforma de madera en su jardín y así observar el espacio sin la obstrucción de los árboles. Wilson superó grandes dificultades durante sus observaciones; un policía amenazó con arrestarla durante la Primera Guerra Mundial porque la vio usando una linterna para su investigación y pensó que era una agente alemana. Continuó con las observaciones incluso cuando los zepelines arrojaran bombas en su vecindario.
Entre los años 1910 y 1920, Wilson observó alrededor de 10 000 meteoros y calculó con precisión la trayectoria de 650 de ellos. En 1913, observó por su cuenta al cometa de Westphal mientras pasaba por la Tierra. Después de publicar muchos artículos, fue elegida miembro de la Royal Astronomical Society el 14 de enero de 1916. También se convirtió en miembro de la Société astronomique de France y de la Société d'astronomie d'Anvers. En julio de 1920 fue nombrada miembro de la EC Pickering Fellowship, un puesto de investigación de un año en el Harvard College, pero murió el mismo mes sin saber que había sido nombrada.

## Publicaciones
- Wilson, Fiammetta (November 1916). «Clusters and Nebulae visible with Small Optical Means». Journal of the British Astronomical Association 27 (72).[9]
- Wilson, Fiammetta (January 1918). «The Meteoric Shower of January». Monthly Notices of the Royal Astronomical Society 78: 198-199. Bibcode:1918MNRAS..78..198D. doi:10.1093/mnras/78.3.198.